# مقاطعة كالهاون (جورجيا)
مقاطعة كالهاون (بالإنجليزية: Calhoun County)‏ هي إحدى المقاطعات في ولاية جورجيا في الولايات المتحدة الأمريكية.